# واين إيفانز
واين إيفانز (بالإنجليزية: Wayne Evans)‏ (25 أغسطس 1971 في المملكة المتحدة - 2 يوليو 2023) هو لاعب كرة قدم بريطاني في مركز الدفاع. لعب مع نادي روتشديل ونادي نيوتاون ونادي والسول وولشبول تاون ‏ ونادي كيدرمينستر هاريرز لكرة القدم.

## وصلات خارجية
- واين إيفانز على موقع قاعدة بيانات كرة القدم.إي يو (الإنجليزية)
- واين إيفانز على موقع Soccerbase.com (لاعب) (الإنجليزية)